# Rafael Conde y Luque
Rafael Conde y Luque (Córdoba, 4 de febrero de 1835-Córdoba, 14 de septiembre de 1922) fue un jurista y político español, catedrático de Derecho Internacional y rector de la Universidad Central de Madrid, diputado a Cortes y senador real durante la Restauración.

## Biografía
Nacido el 4 de febrero de 1835 en la ciudad de Córdoba, fue hijo de Juan María Conde Criado. Con 11 años ingresa en el Seminario de San Pelagio de Córdoba, donde cursa los estudios de Humanidades, Filosofía y cinco cursos de Teología. Estudió Teología y Derecho en varias universidades: Universidad Central de Madrid, Universidad de Santiago de Compostela. Se doctoró en Teología (1858) y Derecho (1868).  Fue catedrático de la Universidad de Salamanca desde 1865. Ocupó la cátedra de Derecho Internacional desde 1898 y fue rector de la Universidad Central de Madrid desde 1903. Su hijo, Juan José Conde-Luque y Garay, segundo conde de Leyva, fue diputado a Cortes, gobernador civil de Sevilla y gentilhombre de cámara del rey Alfonso XIII. Su hermano, Tomás Conde y Luque, fue alcalde de Córdoba. Falleció el 14 de septiembre de 1922.

## Carrera política
Comienza en Córdoba en el seno del Partido Conservador y es elegido diputado a Cortes en 1867. La Revolución de La Gloriosa echaría por tierra la legislatura y durante un tiempo vuelve a Córdoba y dirige la revista La Tradición, órgano de la Iglesia Católica (1870). Tras la Restauración borbónica, es elegido diputado por la provincia de Córdoba en 1876, 1879, 1884, 1891 y 1896. En 1876, ya catedrático de la Universidad de Granada, apoya como accionista a la Institución Libre de Enseñanza. En 1898 asciende a catedrático de Universidad Central. Alcanzó la Subsecretaría del Ministerio de Justicia y fue director general de los Registros y del Notariado. Posteriormente se le nombró Fiscal del Tribunal Supremo.
Fue elegido senador por Salamanca en 1891, por Córdoba en 1898 y por la Universidad de Madrid en 1910
En los registros del Congreso figura su sueldo como catedrático de Universidad en 1898, que ascendía a 7.500 pesetas anuales. En 1910 su sueldo era de 9.750 pesetas anuales. Entre 1903 y 1916 fue rector de la Universidad Central de Madrid.

## Reconocimientos
Miembro de la Real Academia de Córdoba desde 1911, en 1918 el rey Alfonso XIII le concedió el título de conde de Leyva por sus dilatados servicios a la Corona. El Ayuntamiento de Córdoba le dedicó una calle en su memoria.